# La Fille de Parme
Pour plus de détails, voir Fiche technique et Distribution.
La Fille de Parme (en italien La parmigiana) est un film italien réalisé par Antonio Pietrangeli, sorti en 1963. D'après le roman La Parmigiana de Bruna Piatti.

## Synopsis
La belle orpheline Dora (Catherine Spaak) vit chez son oncle prêtre... Elle séduit le séminariste Giacomo (Vanni De Maigret)  et fuit avec lui à Riccione. Hélas, il l'abandonne au petit matin. Désemparée, elle découvre le désir des hommes et utilise sa séduction. Elle rencontre alors Nino (Nino Manfredi), le petit escroc dont elle tombe amoureuse, et Michele (Lando Buzzanca), un policier de Parme, qui veut l'épouser. Elle quitte ce dernier en pleine rue et décide de rejoindre Nino. Mais elle constate qu'il est marié et qu'il travaille dans une épicerie.

## Fiche technique
- Titre : La Fille de Parme
- Titre original : La Parmigiana
- Réalisation : Antonio Pietrangeli
- Scénario : Ettore Scola, Antonio Pietrangeli, Stefano Strucchi, Ruggero Maccari, d'après le roman de Bruna Piatti (1910-1979), La parmigiana (Una lolita parmigiana che brucia le tappe, i giorni, le notti), MUP [Monte Università Parma], Parma 2003
- Production : Gianni Hecht Lucari
- Photographie : Armando Nannuzzi
- Montage : Eraldo Da Roma
- Musique : Piero Piccioni
- Direction artistique : Luigi Scaccianoce
- Pays de production :  Italie
- Langue : italien
- Format : Noir et blanc
- Date de sortie : 1963

## Distribution
- Catherine Spaak : Dora
- Nino Manfredi : Nino Meciotti
- Salvo Randone : Scipio Pagliughi
- Didi Perego : Amneris Pagliughi
- Lando Buzzanca : Michele Pantanò
- Vanni De Maigret : Giacomo Boselli
- Rosalia Maggio : Iris
- Umberto D'Orsi : ingénieur Masselli
- Ugo Fangareggi : Priamo, serveur in "rosticceria Primavera"

## Autour du film
Une grande partie du film a été tournée à la Villa Paveri-Fontana de Collecchio (Parme) et à Parme. Mais de nombreuses séquences ont été réalisées sur les rives du Pô près de Boretto où la série des Don Camillo avec Fernandel et Gino Cervi a été créée. D'autres scènes se déroulent à Riccione (Rimini), Rome et Sabbioneta (Mantoue).